# Ouled Rahmoune
Ouled Rahmoune là một đô thị thuộc tỉnh Constantine, Algérie. Dân số thời điểm năm 2002 là 20.434 người.